# Carpotroche
Carpotroche is een geslacht uit de familie Achariaceae. De soorten uit het geslacht komen voor in de centrale en zuidelijke delen van tropisch Amerika.

## Soorten
- Carpotroche amazonica Mart. ex Eichler
- Carpotroche brasiliensis (Raddi) A.Gray
- Carpotroche crispidentata Ducke
- Carpotroche froesiana Sleumer
- Carpotroche grandiflora Spruce ex Eichler
- Carpotroche integrifolia Kuhlm.
- Carpotroche longifolia (Poepp.) Benth.
- Carpotroche pacifica (Cuatrec.) Cuatrec.
- Carpotroche platyptera Pittier
- Carpotroche ramosii (Cuatrec.) Cuatrec.
- Carpotroche surinamensis Uittien